# Boris Kadomtsev
Boris Borisovitj Kadomtsev, (ryska: Борис Борисович Кадомцев), född 9 november 1928, död 18 april 1998, var en rysk fysiker som arbetade med kontrollerad fusion (tokamak). Han blev 1971 professor i plasmafysik vid Moskvas institut för fysik och teknik. Han invaldes 28 april 1976 som utländsk ledamot av svenska Vetenskapsakademien. Han var också ledamot av den sovjetiska vetenskapsakademien.

## Biografi
Kadomtsev tog examen vid Moskvas universitet 1951. Han arbetade sedan vid Institutet för fysik och energi i Obninsk, men flyttade 1956 till Institutet för atomenergi. Åren 1976 till 1998 var han chefredaktör för tidskriften 
Uspechi fizitjeskij nauk (Успехи физических наук, fritt översatt: Framsteg inom de fysiska vetenskaperna), som ges ut på engelska som Physics-Uspekhi.
Kadomtsev utvecklade en teori om transportfenomen i turbulenta plasmor och en teori om det så kallade avvikande beteendet hos plasma i magnetfält. År 1966 upptäckte han plasmainstabilitet med instängda partiklar.
År 1970 introducerade Kadomtsev och Vladimir Petviasjvili den så kallade Kadomtsev-Petviasjvili-ekvationen (KP-ekvationen) inom plasmafysiken, en icke-linjär partiell differentialekvation med tillämpningar inom teoretisk fysik och komplex analys. Den exakta lösningen på KP-ekvationen hittades senare av Vladimir Zacharov och Alexej Sjabat, vilket hjälpte till att lösa Schottky-problemet.
Sedan 1973 var han ordförande för plasmafysiksektionen i statskommittén för användning av kärnenergi.